# Mitridate II di Commagene
Mitridate II (fl. I secolo a.C.) fu re di Commagene.
Figlio di Antioco I, combatté nel 31 a.C. ad Azio con Marco Antonio. Augusto lo destituì e diede il regno ad Antioco II, suo fratello.